# Диего Латоре
Диего Фернандо Латоре (Diego Latorre), наричан Гамбетита, е аржентински футболист, нападател. Обявен на младини за наследник на Диего Марадона. Играл е за националния отбор на Аржентина, като на 4 декември 1991 г. вкарва гол срещу Бразилия при победата с 2-1. Има 242 мача и 76 гола за Бока Хуниорс.
Роден е на 4 август 1969 г. в Буенос Айрес. Играе за Бока Хуниорс от 1987 г. Дебютира в аржентинското първенство на 18 октомври 1987 г. срещу Платензе при загубата с 1-3, когато отбелязва единствения гол за Бока Хуниорс. Голмайстор на Клаусура '91 г. с 9 гола за Бока. Има 117 мача и 33 гола за Бока Хуниорс от този период. През сезон 1990/91 негов партньор в атака е Габриел Батистута.
Заминава за Флоренция през 1992 г., където играе във Фиорентина една година. Там изиграва общо 18 минути в 2 мача. От февруари 1993 до 1995 г. играе в испанския отбор Тенерифе (67 мача и 15 гола), след това прекарва една година като футболист на Саламанка (15/22/23 мача според различни източници и 1 гол). Връща се в Бока Хуниорс през 1996 г. и остава там до 1998 г. След това става собственост на Расинг Авеланеда (8 мача, 1 гол) през 1998/99 г., Росарио Сентрал през 1999/00. През 2000 г. играе за Чакарита Хуниорс на Апертура и за Розарио Сентрал на Клаусура. По-късно е играч на мексиканския Селая до 2002 г., на гватемалския Комуникасион през 2002/03, на Атлетико Мехикензе през 2003/04 и на Дорадос през 2004/05.